# 郁文博
郁文博（1417年—1496年），字文博，直隸松江府上海縣（今屬上海市）人，民籍，明朝政治人物、藏書家、校勘家。景泰五年甲戌進士，官至陝西參議。

## 生平
景泰五年（1454年）第二甲第八十一名進士。授御史，正直敢言。成化间历官湖广按察司佥事、副使，迁陕西右参议，致仕归。居乡筑万卷楼，以藏书、校勘为乐。。

## 家族
曾祖郁清甫。祖父郁謙。父郁昂，曾任典史。

## 佚事
秦王朱诚泳有诗《送郁文博少参致政还上海》：
天恩乞得下明光，囘首鄉關舊路長。
風月有情歸篋笥，烟霞無梦到巗廊。
數盃濁酒黄花徑，十里青山綠野堂。
遙想鱸魚秋正美，一竿終日釣滄浪。